# Vildfår
Vildfår är beteckningen på vilda arter av släktet Ovis.
- Ovis orientalis
  - Mufflonfår eller orientalis-gruppen:
  - Urial eller vignei-gruppen:
- Argali (Ovis ammon) lever i Centralasien
- Tjockhornsfår (Ovis canadensis) lever i västra Nordamerika.
- Amerikanskt snöfår (Ovis dalli) lever i nordvästra Nordamerika.
- Sibiriskt snöfår (Ovis nivicola) lever i nordöstra Sibirien.

Bland dessa räknas den orientaliska mufflon som tamfårens stamfader, medan både urialen och argalien har ett kromosomtal som avviker från tamfårets. Den europeiska mufflon, som lever vilt på Korsika och Sardinien är möjligen i själva verket en mycket tidig tamform av den orientaliska mufflon, som har överlevt på öarna sedan stenåldern. 
Argalifåret är den största vilda arten, med en vikt upp till 140 kg och enorma horn.
Ibland omtalas också förvildade tamfår som vildfår. Sådana finns bl.a. i Västnorge, där de kallas Villsau.